# Batallón Buriato
El Batallón Buriato o Batallón Buriatia es un batallón que supuestamente sirve dentro de las Fuerzas Terrestres de Rusia, compuesto por miembros del Ejército Popular coreano en representación de Corea del Norte que participarían en la invasión rusa de Ucrania. El batallón es supuestamente parte de la 11ª Brigada de Asalto Aéreo de la Guardia (según los medios estatales ucranianos).
Hasta el día de hoy, no ha habido informes que confirmen su existencia fuera de fuentes ucranianas. El 19 de octubre de 2024, el secretario de Defensa de Estados Unidos, Lloyd Austin, dijo que no podía confirmar los informes de que Corea del Norte había enviado tropas a Rusia antes de lo que podría ser un despliegue en la guerra de Ucrania.